# Polska Misja Katolicka w Niemczech
Polska Misja Katolicka w Niemczech (niem. Polnische Katholische Mission in Deutschland) – polskie duszpasterstwo katolickie działające od 1945 roku na terenie Niemiec. Siedziba rektoratu misji znajduje się w Hanowerze.

## Działalność
Misja organizuje przede wszystkim msze w języku polskim oraz współpracuje z polskimi szkołami w Niemczech.
W ramach misji istnieje 65 polskich parafii skupionych w pięciu dekanatach, w których pracuje ok. 100 polskich księży. Msze w języku polskim odprawiane są regularnie w ok. 300 kościołach lub kaplicach i uczestniczy w nich cotygodniowo ok. 80 tys. osób, a w dni świąteczne liczby te sięgają 90–100 tys. osób.
Do PMK należy również Dom Concordia w Herdorf-Dernbach oraz czasopismo „Nasze Słowo”.

## Rektorzy
- 1945–1964 – ks. abp Józef Gawlina
- 1964–1976 – ks. infułat Edward Lubowiecki
- 1976–1986 – ks. prałat Stefan Leciejewski
- 1986–2002 – ks. prałat dr Franciszek Mrowiec
- 2002–2021 – ks. prałat Stanisław Budyn
- od 2021 – ks. kanonik dr Michał Wilkosz[3]